# Magnus Andersson (calciatore 1958)
Magnus Andersson (23 aprile 1958) è un ex calciatore svedese.

## Palmarès

### Club

#### Competizioni nazionali
- Campionato svedese: 5

Malmö: 1974, 1975, 1977, 1986, 1988
- Coppa di Svezia: 7

Malmö: 1974, 1975, 1978, 1980, 1984, 1986, 1989